# AFC West
Die AFC West ist eine der vier Divisions der American Football Conference (AFC). Die AFC ist neben der National Football Conference (NFC) eine der beiden Conferences der National Football League (NFL). Diese beiden Conferences sind je in vier Divisions unterteilt, geographisch nach den vier Himmelsrichtungen. Die NFC und AFC sind nicht nach der geographischen Lage unterteilt. So spielen die New York Giants in der NFC und die New York Jets, die sogar dasselbe Heimstadion wie die Giants nutzen, in der AFC.
Die Division wurde 1960 als die American Football League’s Western Division gegründet. Im Jahr 1970, als die NFL in zwei Conferences mit jeweils drei Divisions umstrukturiert wurde, erhielt sie den Namen AFC West. Die ursprünglichen Mitglieder waren die Dallas Texans, welche 1963 nach Kansas City verlegt wurden und heute als Kansas City Chiefs agieren, die Denver Broncos, Los Angeles Chargers (sie spielten von 1961 bis 2016 in San Diego) und die Las Vegas Raiders, die von 1960 bis 2019 in Oakland – mit einer Unterbrechung von 1982 bis 1994, als man in Los Angeles spielte – ansässig waren. Somit befinden sich alle Gründungsmitglieder noch immer in dieser Division.

## Teams
| Team                 | Stadt/Region    | Stadion                    | Gegründet           | NFL-Beitritt | Head Coach   | Besitzer          |
| -------------------- | --------------- | -------------------------- | ------------------- | ------------ | ------------ | ----------------- |
| Denver Broncos       | Denver, CO      | Empower Field at Mile High | 14. Aug. 1959 (AFL) | 1970         | Sean Payton  | Rob Walton u. a.  |
| Kansas City Chiefs   | Kansas City, MO | Arrowhead Stadium          | 14. Aug. 1959 (AFL) | 1970         | Andy Reid    | Clark Hunt et al. |
| Las Vegas Raiders    | Paradise, NV    | Allegiant Stadium          | 30. Jan. 1960 (AFL) | 1970         | Pete Carroll | Mark Davis et al. |
| Los Angeles Chargers | Costa Mesa, CA  | SoFi Stadium               | 14. Aug. 1959 (AFL) | 1970         | Jim Harbaugh | Dean Spanos       |

## Play-off-Statistiken
AFC-West-Statistiken bis 2024
| Team                 | Division Meisterschaften | Play-off- Teilnahmen | AFL Championships | AFC Championships | Super-Bowl- Siege |
| -------------------- | ------------------------ | -------------------- | ----------------- | ----------------- | ----------------- |
| Denver Broncos       | 15                       | 23                   | 0                 | 8                 | 3                 |
| Kansas City Chiefs   | 17                       | 27                   | 3                 | 5                 | 4                 |
| Las Vegas Raiders    | 15                       | 23                   | 1                 | 4                 | 3                 |
| Los Angeles Chargers | 15                       | 21                   | 1                 | 1                 | 0                 |